# Timuçin
Timuçin ist ein türkischer männlicher Vorname und Familienname mit den Bedeutungen „der Eisenschmied“ oder „stabiles Eisen“. Außerhalb des türkischen Sprachraums kann vereinzelt auch die nicht-türkische Schreibweise Timucin, Temüdschin und Temüüdschin vorkommen.
Der Name geht teilweise auf Dschingis Khan zurück. Dieser trug bis zu seiner Ernennung zum Dschingis Khan, dem Großkhan aller Mongolen, den Namen Temüdschin.

## Namensträger
- Timuçin Aşcıgil (* 1986), türkischer Fußballspieler
- Timuçin Bayazıt (* 1972), türkischer Fußballspieler und -trainer
- Timuçin Çuğ (* 1951), türkischer Fußballspieler und -trainer
- Timuçin Davras (1928–2014), deutschsprachiger Lyriker türkischer Herkunft
- Timuçin Esen (* 1973), türkischer Schauspieler
- Timuçin Şahin (* 1973), türkischer Jazzgitarrist und Komponist